# Zhou Ji
Zhou Ji (chinesisch 周济; * 26. August 1946 in Shanghai) ist ein ehemaliger chinesischer Politiker der Kommunistischen Partei Chinas (KPCh), der unter anderem zwischen 2001 und 2002 Bürgermeister von Wuhan, von 2003 bis 2009 Bildungsminister im Staatsrat der Volksrepublik China sowie zwischen 2010 und 2018 Präsident der Chinesischen Akademie der Ingenieurwissenschaften war.

## Leben
Zhou Ji begann nach dem Schulbesuch ein Studium an der Abteilung für Präzisionsinstrumente der Tsinghua-Universität, das er 1970 beendete. Er war danach an der Universität für Wissenschaft und Technik Zentralchina tätig und trat 1976 der Kommunistischen Partei Chinas (KPCh) als Mitglied bei. 1980 begann er ein postgraduales Studium an der University at Buffalo und erwarb dort einen Master sowie 1984 ein Doktorat. Nach seiner Rückkehr war er Direktor verschiedener technischer Institute der Universität für Wissenschaft und Technik Zentralchina (HUST) in Wuhan und zwischen 1995 und 1997 erst Vizepräsident sowie daraufhin von 1997 bis 2001 Präsident der HUST. Er war während der neunten Legislaturperiode zwischen 1998 und 2003 Deputierter des Nationalen Volkskongresses und wurde 1999 zum Mitglied der Chinesischen Akademie der Ingenieurwissenschaften gewählt.
Nachdem Zhou von 1999 bis 2001 Mitglied des Ständigen Ausschusses des Parteikomitees der Provinz Hubei war, fungierte er zwischen 2001 und 2002 als  Bürgermeister der Provinzunmittelbaren Verwaltungszone Wuhan und war zugleich von 2001 bis 2002 stellvertretender Sekretär des Parteikomitees der Stadt. Er war zwischen 2002 und 2003 Vize-Bildungsminister sowie von 2002 bis 2009 stellvertretender Sekretär der Parteiführungsgruppe des Bildungsministeriums. Als Nachfolger von Chen Zhili übernahm er im März 2003 das Amt als Bildungsminister im Staatsrat der Volksrepublik China und hatte dieses bis November 2009 inne, woraufhin Yuan Guiren ihn ablöste. Auf dem XVII. Parteitag der Kommunistischen Partei Chinas (15. bis 21. Oktober 2007) wurde er Mitglied des Zentralkomitees der Kommunistischen Partei Chinas (ZK der KPCh) und gehörte dem Gremium nach seiner Bestätigung auf dem XVIII. Parteitag (8. bis 14. November 2012) bis zum XIX. Parteitag (18. bis 25. Oktober 2017) an. 
Nach seinem Ausscheiden aus der Regierung war Zhou Ji zwischen 2009 und 2018 stellvertretender Sekretär der Parteiführungsgruppe der Chinesischen Akademie der Ingenieurwissenschaften. Als Nachfolger von Xu Kuangdi übernahm er im Juni 2010 zudem den Posten als Präsident der Chinesischen Akademie der Ingenieurwissenschaften. Diesen hatte er bis zu seiner Ablösung durch Li Xiaohong im Juni 2018 inne.